# Triznaka signata
Triznaka signata är en bäcksländeart som först beskrevs av Banks 1895.  Triznaka signata ingår i släktet Triznaka och familjen blekbäcksländor. Inga underarter finns listade i Catalogue of Life.